# 거제 장목진 객사
거제 장목진 객사(巨濟 長木鎭 客舍)는 경상남도 거제시 장목면에 있는 관아이다. 
1979년 12월 29일 경상남도의 유형문화재 제189호 장목진 객사으로 지정되었다가, 2018년 12월 20일 현재의 명칭으로 변경되었다.

## 현지 안내문
조선시대 거제부 소속 7개 진영중의 하나였던 장목포진의 관아건물이다. 세워진 시기를 정확히 알 수 없으나, 장목리 동구에 있던 것을 정조 9년(1785)에 이곳으로 다시 옮겨 지었다고 한다.
한려해상의 입구에 자리잡고 있어 진해만 일대를 방어하고 대한해협을 바라보기 위한 전략의 요충지였던 이곳은 항상 장수들이 모여 이곳에서 전략을 의논하는 장소로 사용되었다. 임진왜란 때에는 이순신과 이영남 장군이 전략을 모의했다고 한다.
앞면 4칸·옆면 2칸 규모로 지붕이 여덟 팔자 모양인 팔작지붕집이다. 순조 2년(1802)에 다시 지어 조선 후기 건물의 형식을 띠고 있다. 현재 건물은 1981∼1982년에 다시 복원한 것으로 건물의 양쪽에 방이 있고 가운데에 장수가 업무를 보던 넓은 대청이 있다. 객사의 일반적인 평면구조를 지닌 건물이다.

## 참고 자료
- 거제 장목진 객사 - 국가유산청 국가유산포털
- 이 문서에는 문화재청에서 공공누리 제1유형으로 배포된 자료를 바탕으로 한 내용이 포함되어 있습니다.